# Heinz Junghans
Heinz Eberhard Junghans (* 18. August 1932 in Braunschweig) ist ein deutscher Chirurg und Jazzmusiker (Trompete, Orchesterleitung).

## Leben und Wirken
Junghans, der als Musiker Autodidakt ist, studierte Medizin in Hamburg, um dann dort als Facharzt für Chirurgie in  Krankenhäusern tätig zu sein. 1952 war er Mitbegründer der Hamburger Riverside Jazz Band, in der er bis 1959 spielte. Dann gründete er seine eigene Band, mit der er wöchentlich im Hamburger Cotton Club Dixieland spielte. Später spielte er mit seinen Jazzmen New Orleans Jazz. In seinen Bands spielten Musiker wie Werner Böhm, Gottfried Böttger oder Gerhard Vohwinkel.
Junghans trat auch mit Benny Waters, Eggy Ley, Monty Sunshine, René Franc, Papa Bue oder Beryl Bryden auf. 1961 wurde er zu einem NDR Jazzworkshop mit Rolf Kühn und Fatty George eingeladen. Neben letzterem ist er auch auf der Telefunken-LP Hot Jazz in Deutschland 1956 bis 1958 zu hören.

## Lexikalische Einträge
- Jürgen Wölfer: Jazz in Deutschland. Das Lexikon. Alle Musiker und Plattenfirmen von 1920 bis heute. Hannibal, Höfen 2008, ISBN 978-3-85445-274-4.